# Colombine (commedia dell'arte)
Pour les articles homonymes, voir Colombine.
Colombine ou Colombina en italien, est un personnage type de la commedia dell'arte.
Apparences Physique : 
Colombine est de taille moyenne, brune.
Tenue, costume :
robe à double-jupon, rouge.
Profession : 
Femme de chambre, Servante. 

## Caractère
C’est une demoiselle qui ne sait garder sa langue dans la poche et a oublié d’être sotte. On la connaît aussi sous les noms de Ricciolina, Diamantine, Marinette, Violette, Caroline,... C’est une fille-mère qui a abandonné son enfant et qui est femme de chambre d’une grande dame de l’aristocratie. Dans certains cas, elle a été séduite par Arlequin puis abandonnée. Par chance, il lui arrive d’être protégée par une fée ou une marraine magicienne qui la fait marier à Arlequin. Comme ce dernier, elle est fondamentalement optimiste, bien que n’ayant plus d’illusion. Elle déborde d’énergie. Elle est piquante et indépendante. Elle sait utiliser les hommes pour parvenir à ses fins. Vis-à-vis de son maître, elle a un sacré franc-parler et reste libre d’agir à sa guise. Elle est la parfaite alliée de sa maîtresse dont elle favorise les amours. 
Villageoise, confidente, humble servante ou soubrette éveillée, hardie et insolente à l’esprit vif, Colombine est tour à tour fille, femme ou maîtresse de Cassandre.
Belle, très malicieuse, elle mène Arlequin par le bout du nez, tout comme Pantalon, ce qui provoque la jalousie d’Arlequin. Comme tous les serviteurs, elle réagit par la bêtise, la cupidité et la discorde.

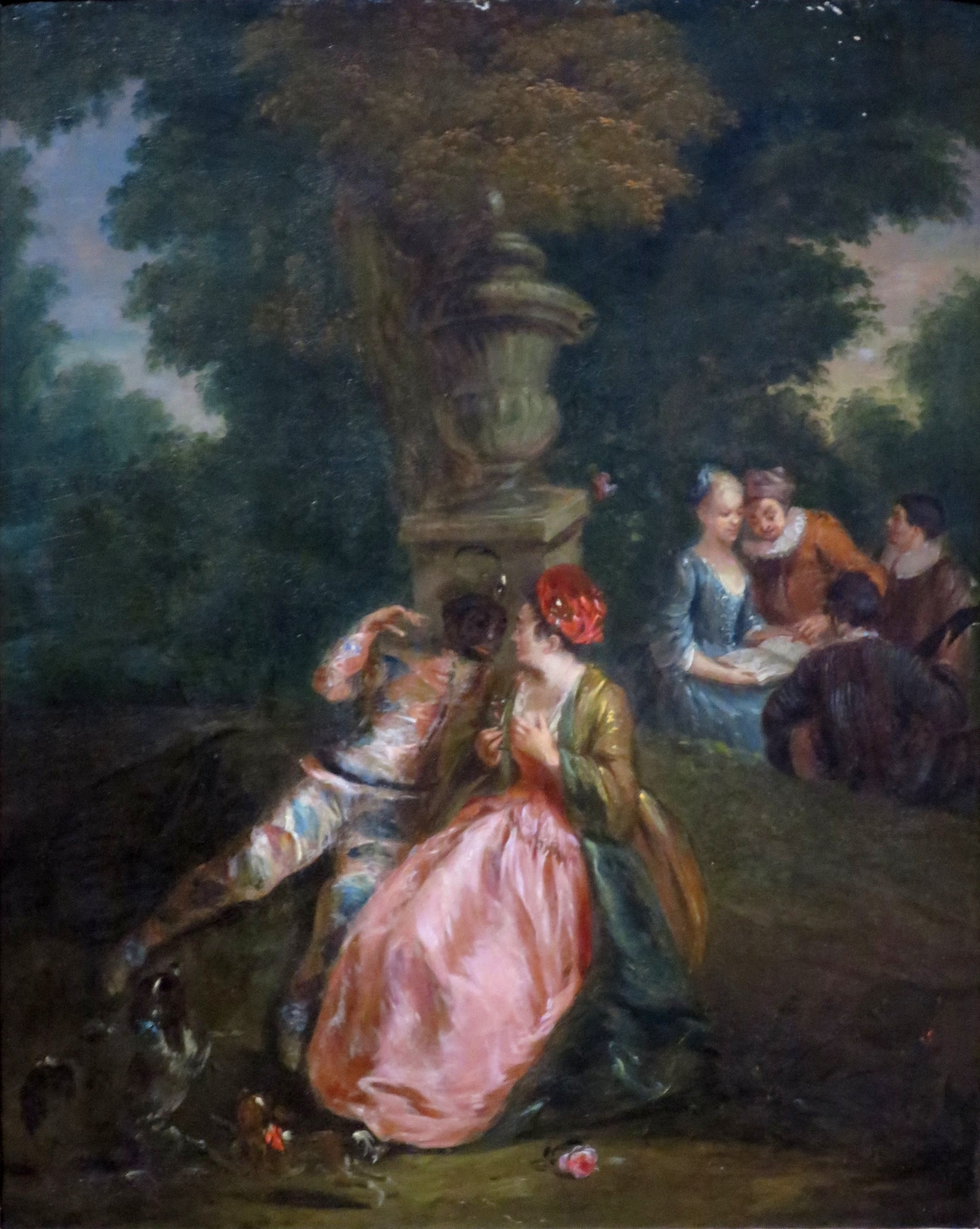
Arlequin et Colombine, 1721-1736
par Jean-Baptiste Pater
Musée d'Art d'El Paso

Le type de Colombine a subi diverses modifications à la scène, au fil du temps, suivant l'imagination des actrices qui ont créé les figures de Betta, Francisquine, Diamantine, Marinette, Violette, Coraline et la Guaiassa. Betta, flatteuse et corrompue, parut dès 1528, sur le théâtre de Padoue, dans les comédies d'Angelo Beolco, dit Ruzzante.
Francisquine est le nom emprunté, demeuré au théâtre, de Silvia Roncagli, de la troupe des Gelosi venue en France en 1578. De même, la Romaine Patricia Adami, qui débuta à Paris en 1660, rendit fameux le nom de Diamantine. Marinette fut le nom porté par la femme de Fiurelli et par Angélique Toscano. Violette rappelle le souvenir de Marguerite Rusca, femme du célèbre Vizentini dit Thomassin, laquelle faisait partie, en 1716, de la troupe italienne du Régent, et Coraline, celui de la Vénitienne Anna Veronese.
On ne trouve aucune mention, dans les premiers documents italiens sur la commedia dell’arte, d’une actrice ayant Colombina comme nom ou pseudonyme. Le texte le plus ancien où le nom de Colombina est cité est Cicalamento in canzonette ridicolose, o vero Trattato di matrimonio tra Buffetto, e Colombina comici (1646) de Carlo Cantù dit Buffetto. Mais le véritable personnage de théâtre nommé Colombine (en français), avec toutes ses grâces physiques et ses imperfections morales, n’apparaît qu’à la fin du XVIIe siècle au théâtre parisien de la Comédie-Italienne. C’est Catherine Biancolelli (1665-1716), fille de l’arlequin Dominique et femme de l’acteur Pierre Le Noir de la Thorillière, qui débute sous ce pseudonyme, en 1683, dans Arlequin Protée de Nolant de Fatouville.
Au XVIIIe siècle, Colombine échange son nom contre ceux de Zerbinette, Olivette, Tontine, Mariette, Farinette, Babet, Perrette, Fiametta, Catte, etc. Elle a aussi été appelée Ricciolina ou Rosetta.
Les chercheuses Michèle Clavilier et Danielle Duchefdelaville soulignent la position délicate de l'actrice incarnant traditionnellement Colombine. Celle-ci, en plus de l'opprobre social réservé aux comédiens et comédiennes, est confrontée à deux problématiques supplémentaires : elle est de sexe féminin, et Colombine ne porte pas de masque. Elle doit donc jouer à visage découvert et porter du maquillage pour le changer, ce qui lui fait encourir le reproche de « collaborer » à « l'œuvre du diable » et le risque d'être associée à une prostituée.